# Người Mỹ gốc Anh
Người Mỹ gốc Anh (tiếng Anh: English Americans) là người Mỹ có tổ tiên bắt nguồn toàn bộ hay một phần từ nước Anh.
Năm 2017, Khảo sát cộng đồng Mỹ thống kê người Mỹ gốc Anh chiếm khoảng 7,1% tổng số dân người Mỹ.

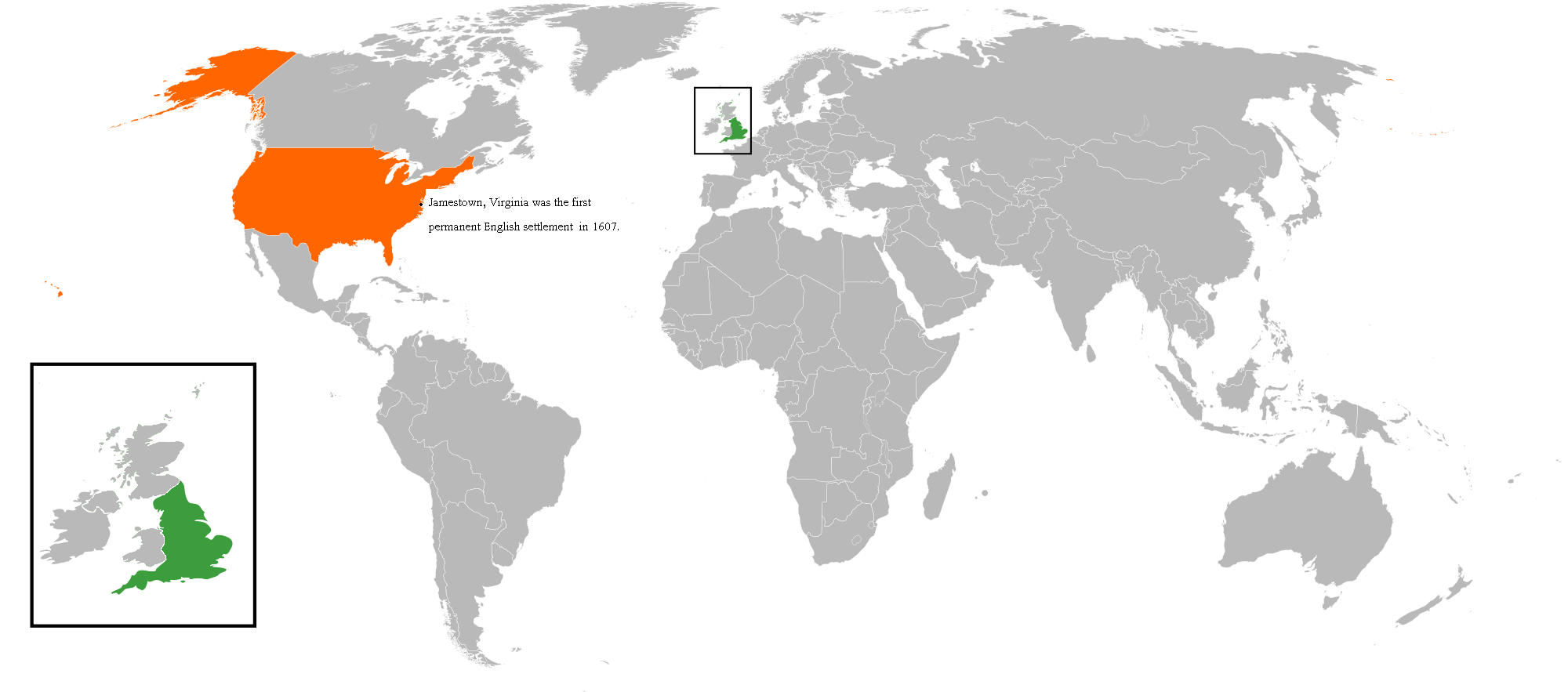
Anh Hoa Kỳ. Các khu định cư Anh vào năm 1607.

Người Mỹ gốc Anh được xác định là người Mỹ thông thường, do có nhiều mối quan hệ trong văn hóa lịch sử giữa Anh và Hoa Kỳ cũng như một số ảnh hưởng đối với dân số của hai nước. Điều này có thể do việc người Mỹ đã thành lập các khu định cư sớm ở Anh.

## Phân bố dân cư
- Dân số năm 2000:

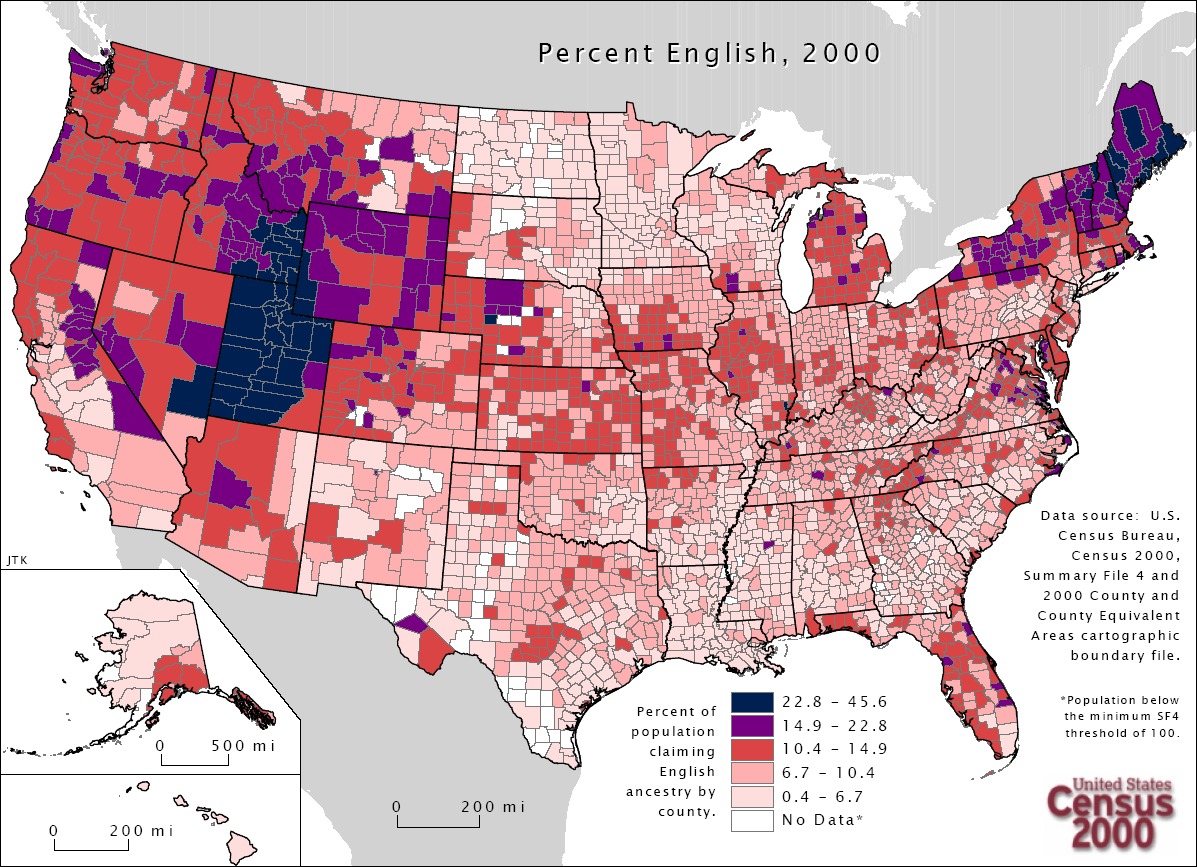
Phần trăm dân số Mỹ gốc Anh theo nước (Hoa Kỳ)

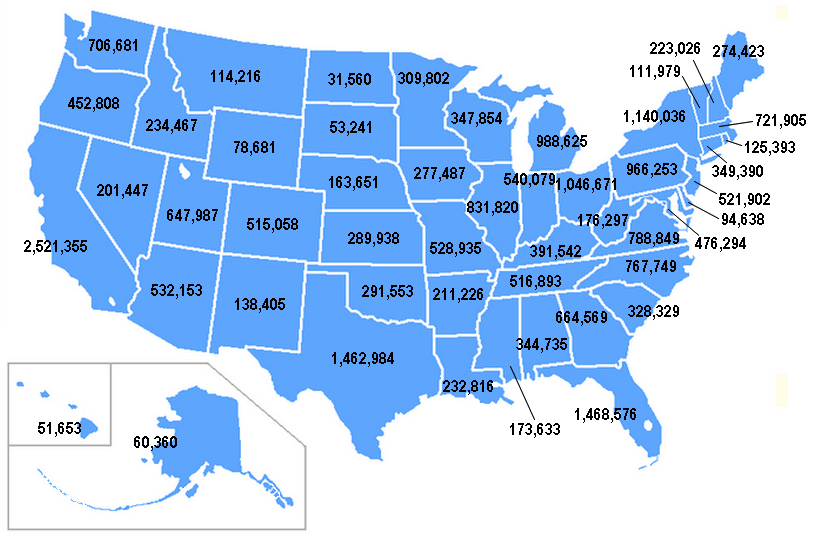
Dân số Mỹ gốc Anh theo tiểu bang

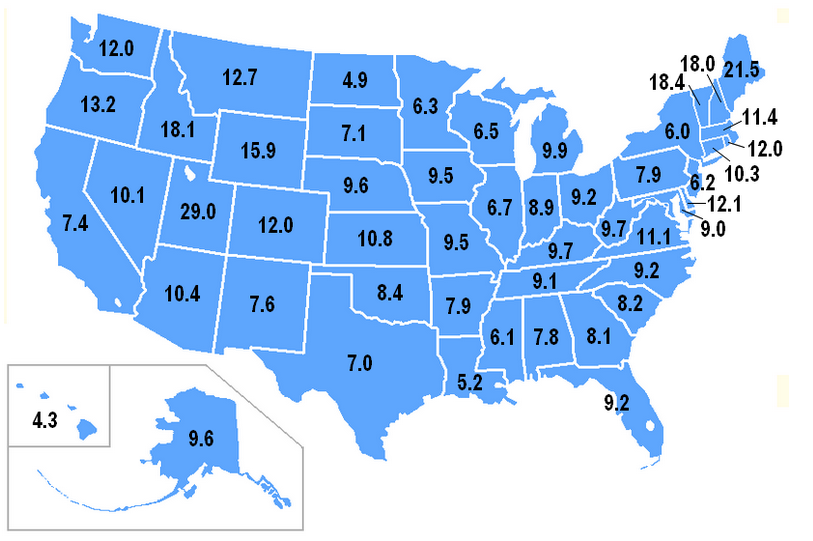
Phần trăm dân số Mỹ gốc Anh theo tiểu bang

Người Mỹ gốc Anh là số dân được tìm thấy phổ biến nhất Hoa Kỳ, thông thường ở Đông Bắc, Nam và Tây. Theo 2000 US census, gồm 10 tiểu bang có số dân này nhiều nhất là:
| 10 tiểu bang có dân số Mỹ gốc Anh đông nhất | 10 tiểu bang có dân số Mỹ gốc Anh đông nhất | 10 tiểu bang có dân số Mỹ gốc Anh đông nhất | Các tiểu bang với số phần trăm cao: | Các tiểu bang với số phần trăm cao: | Các tiểu bang với số phần trăm cao: |
| 1                                           | California                                  | (3,521,355 - 7.4%)                          | 1                                   | Utah                                | (29.0%)                             |
| 2                                           | Florida                                     | (1,468,576 - 9.2%)                          | 2                                   | Maine                               | (21.5%)                             |
| 3                                           | Texas                                       | (1,462,984 - 7%)                            | 3                                   | Vermont                             | (18.4%)                             |
| 4                                           | New York                                    | (1,140,036 - 6%)                            | 4                                   | Idaho                               | (18.1%)                             |
| 5                                           | Ohio                                        | (1,046,671 - 9.2%)                          | 5                                   | New Hampshire                       | (18.0%)                             |
| 6                                           | Pennsylvania                                | (966,253 - 7.9%)                            | 6                                   | Wyoming                             | (15.9%)                             |
| 7                                           | Michigan                                    | (988,625 - 9.9%)                            | 7                                   | Oregon                              | (13.2%)                             |
| 8                                           | Illinois                                    | (831,820 - 6.7%)                            | 8                                   | Montana                             | (12.7%)                             |
| 9                                           | Virginia                                    | (788,849 - 11.1%)                           | 9                                   | Delaware                            | (12.1%)                             |
| 10                                          | North Carolina                              | (767,749 - 9.5%)                            | 10                                  | Colorado, Rhode Island, Washington  | (từng tiểu bang 12.0%)              |

## Ngôn ngữ

Số người nói Tiếng Anh ở Mỹ.

Tiếng Anh là ngôn ngữ được sử dụng phổ biến nhất ở Hoa Kỳ, một số bang như California, đã tự sửa lại hiến pháp để biến tiếng Anh thành ngôn ngữ chính thức. Ước tính rằng có 2/3 trong số tất cả những người bản ngữ nói tiếng Anh. Phương ngữ tiếng Anh Mỹ phát triển từ thời thuộc địa, nó được coi như là ngôn ngữ chính thức trên thực tế. Theo điều tra dân số năm 1990, 94% dân số Hoa Kỳ nói tiếng Anh. Những người nói tiếng Anh "tốt" hoặc "rất tốt" sẽ đưa con số này lên 96%, chỉ có 0,8% không nói tiếng Anh so với 3,6% vào năm 1890. 

Tiếng Anh Mỹ khác với tiếng Anh Anh thường về một số cách, nổi bật nhất về:
- Phát âm... Ví dụ car thì tiếng Anh Anh đọc là [kaː], phát âm "r" bị lược bỏ hoàn toàn trong khi đó tiếng Anh Mỹ lại thêm phát âm "r" ở cuối từ [kaːr], cũng tương tự vậy với floor [flɔː] / [flɔːr], bare [beə] / [ber].
- Ngữ pháp... Ví dụ tiếng Anh Anh dùng thì hiện tại hoàn thành cho việc vừa xảy ra: I've broken your pen thì tiếng Anh Mỹ lại dùng: I broke your pen.
- Từ vựng... Ví dụ Tiếng Anh Mỹ và Anh Anh có từ college và university dịch ra là đại học, hay cookie và biscuit là bánh quy hoặc soccer và football đều là bóng đá. Dịch nghĩa của chúng đều giống nhưng về mặt từ vựng lại khác.

Đây là rào cản giao tiếp giữa người nói tiếng Anh Mỹ và người nói tiếng Anh Anh, nhưng cũng cần lưu ý để tránh nhầm lẫn giữa hai tiếng vì chúng đều có sự khác biệt.

## Số lượng người Mỹ gốc Anh

Dân số người Mỹ gốc Anh giảm vài năm sau đó do có sự di cư sang nước khác.

Các nguồn1980(), 1990(), 2000(), 2010()
Những người định cư thế kỷ 17 ban đầu là người Anh. Từ thời điểm xuất hiện tiếng Anh cho đến năm 1900, những người nhập cư Anh và con cháu của họ đã quyết hình thành văn hóa tiếng Anh là chủ yếu cho Mỹ.

## Một số người nổi tiếng

### Chính trị
Những tổng thống là người Mỹ gốc Anh:

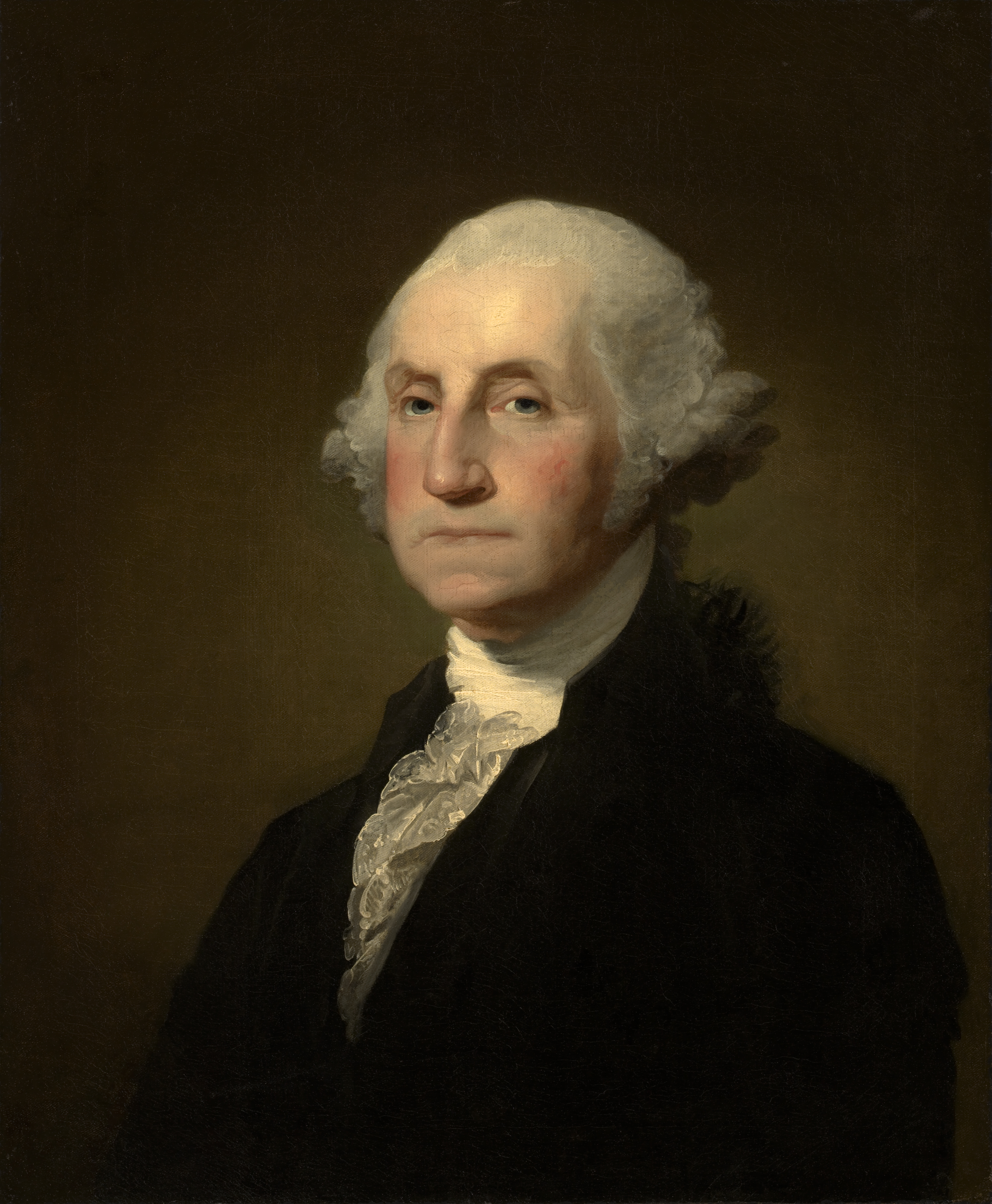
George Washington
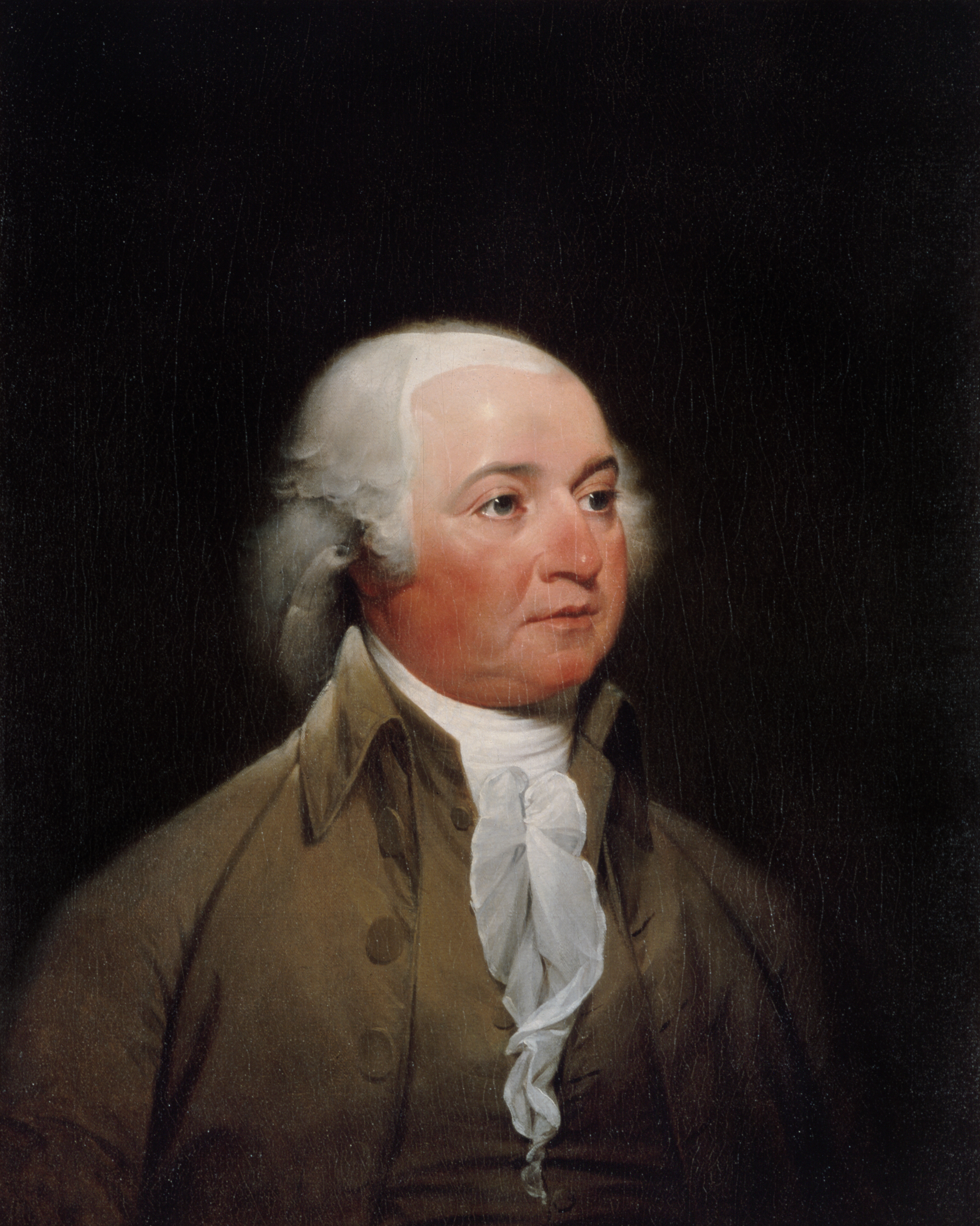
John Adams
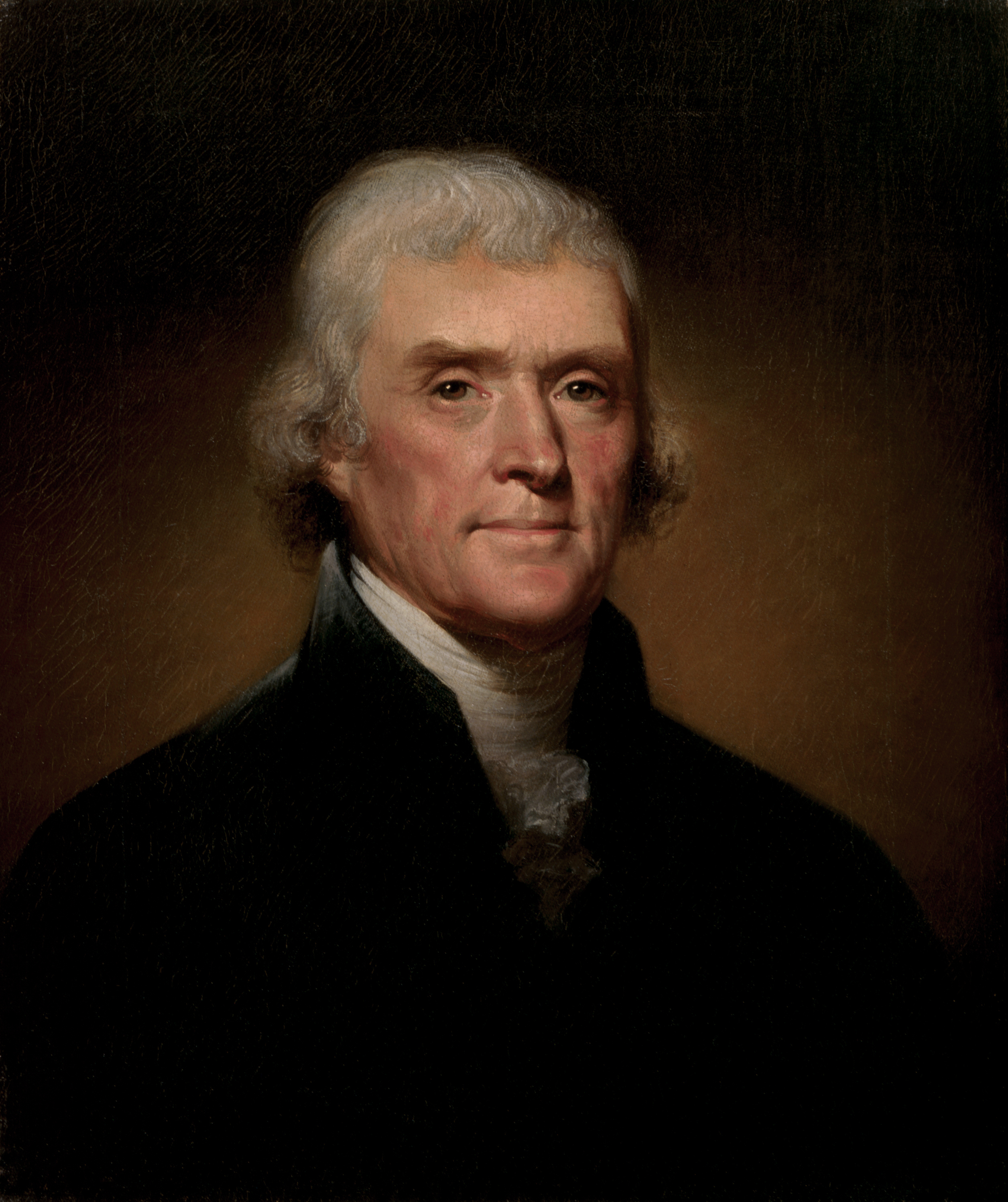
Thomas Jefferson
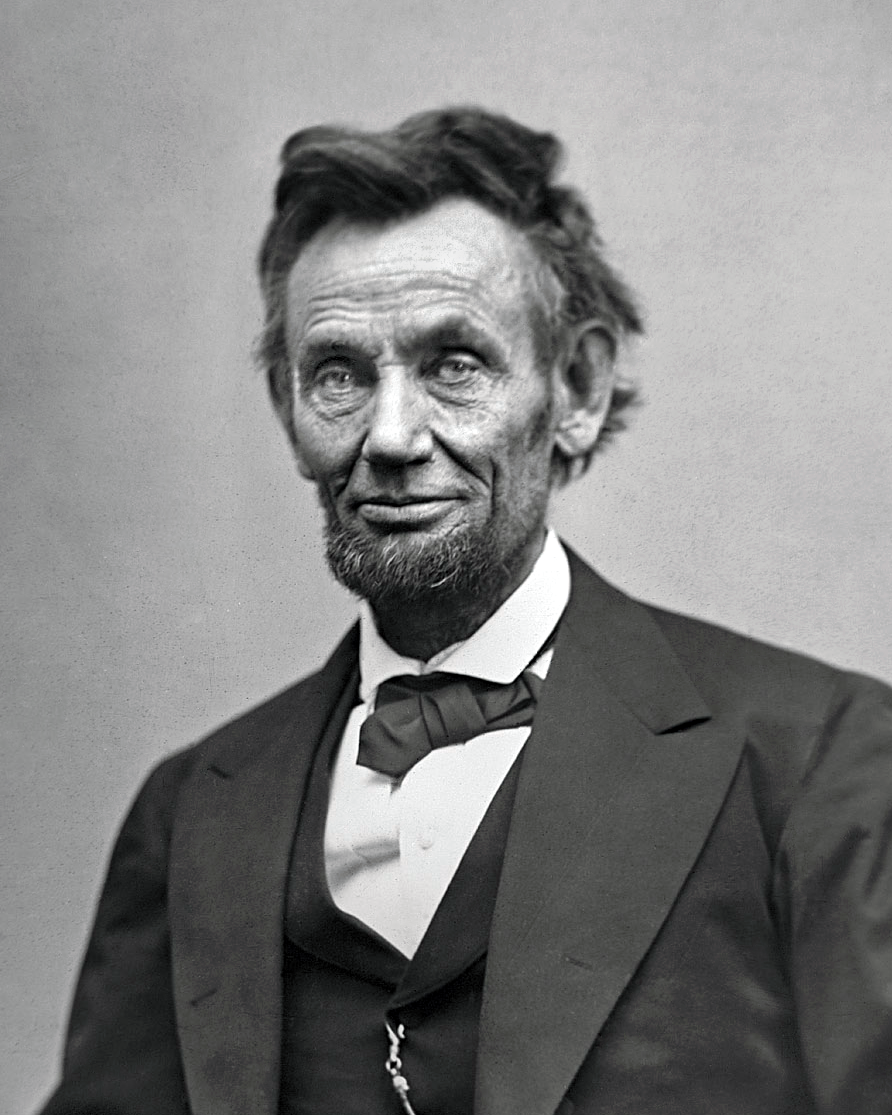
Abraham Lincoln
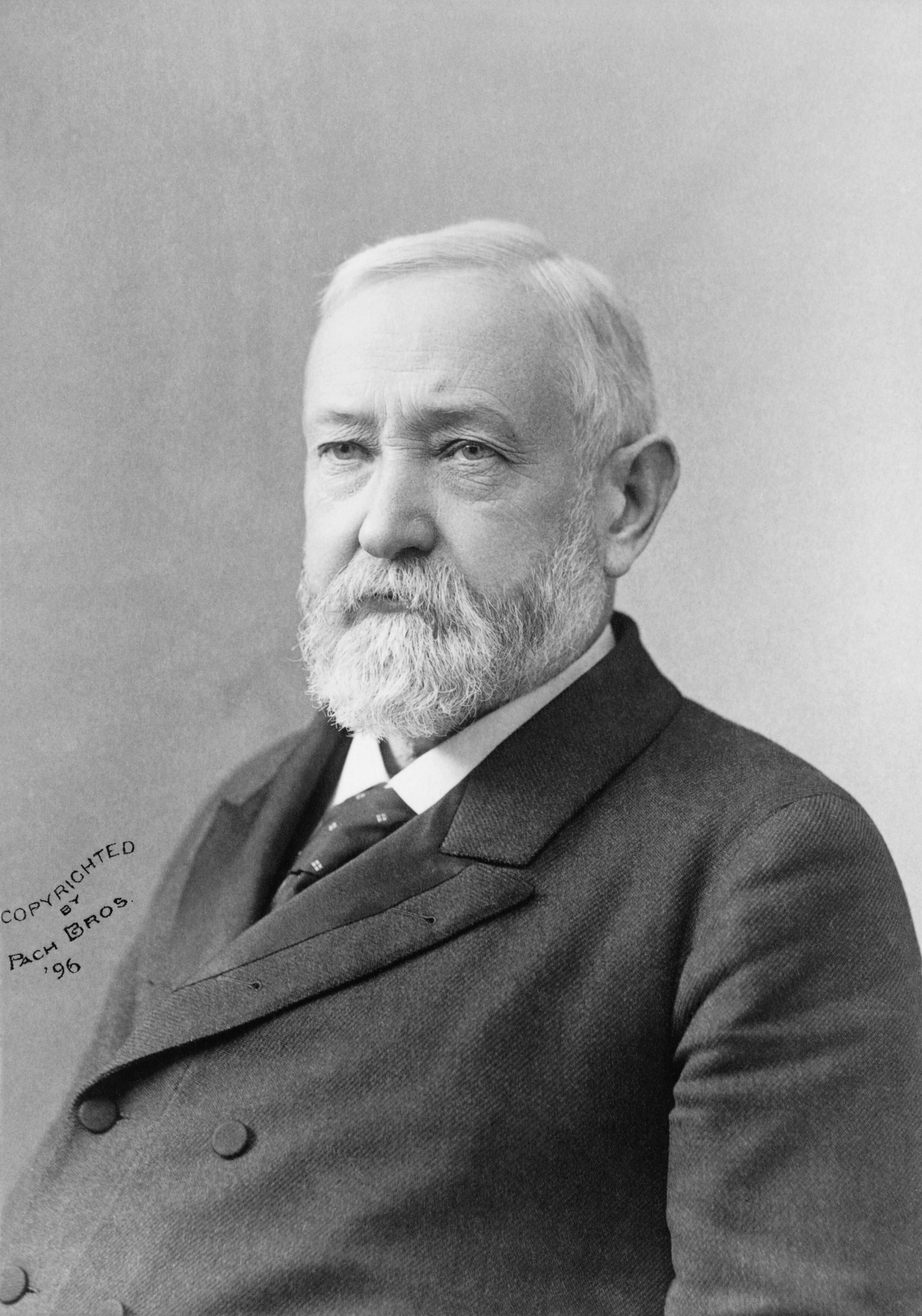
Benjamin Harrison
Franklin D. Roosevelt
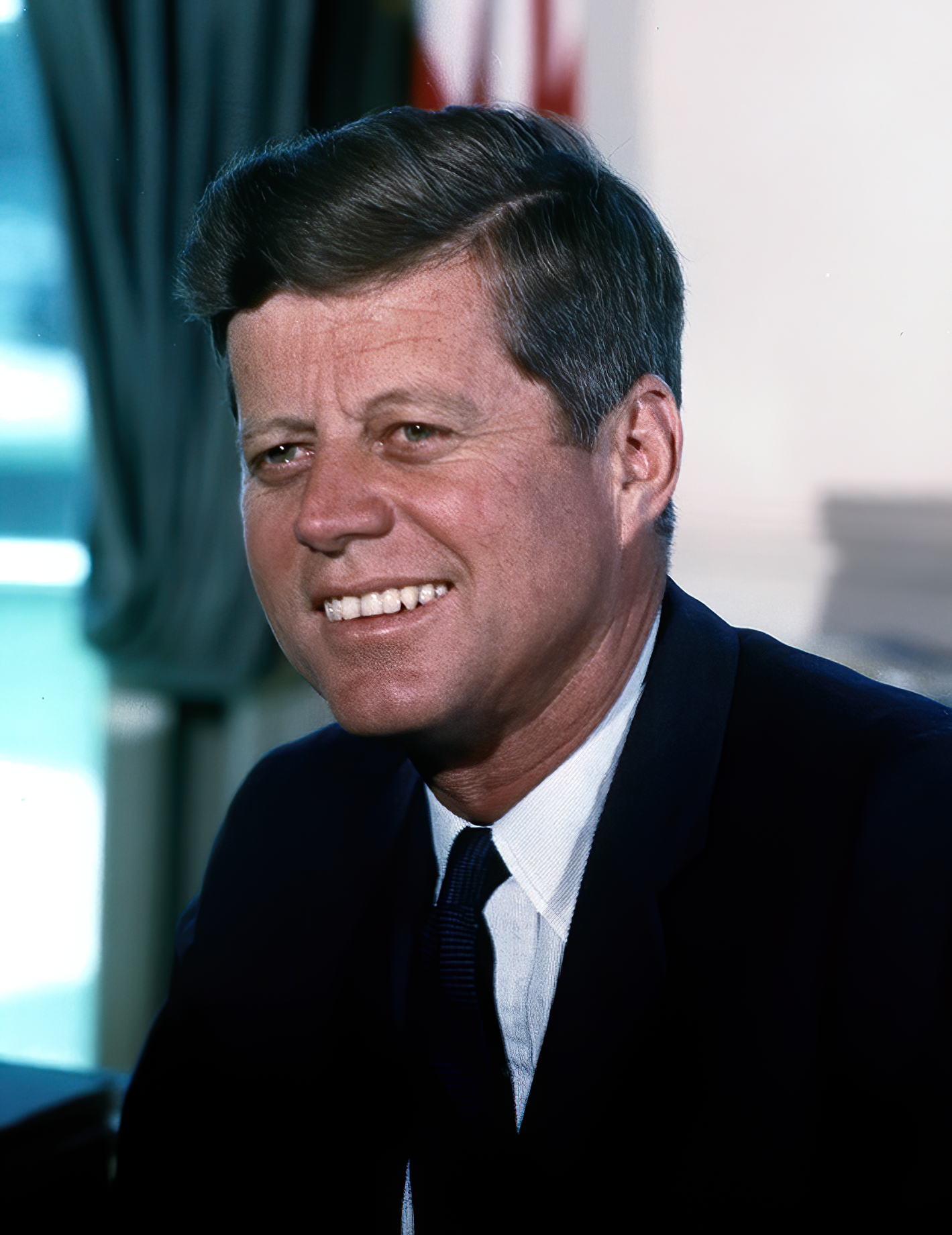
John F. Kennedy
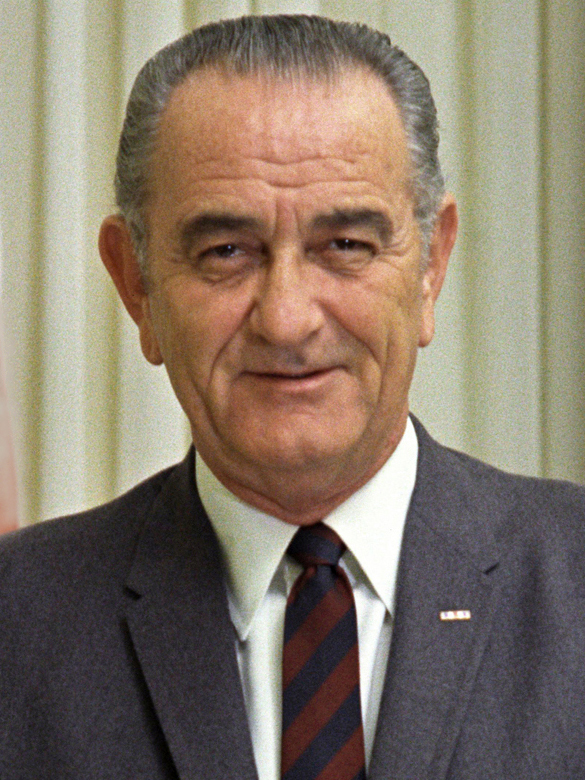
Lyndon B. Johnson
Gerald Ford
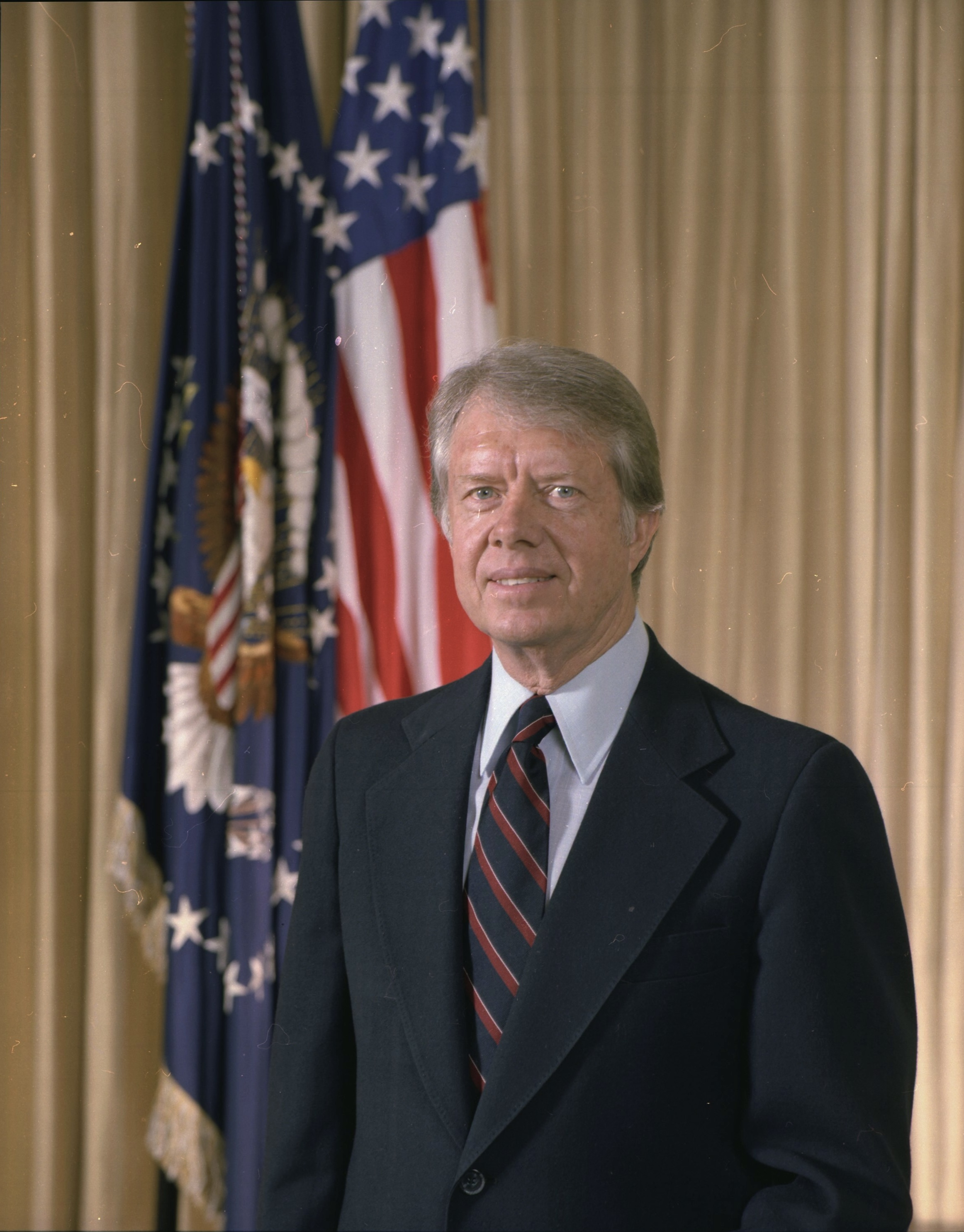
Jimmy Carter
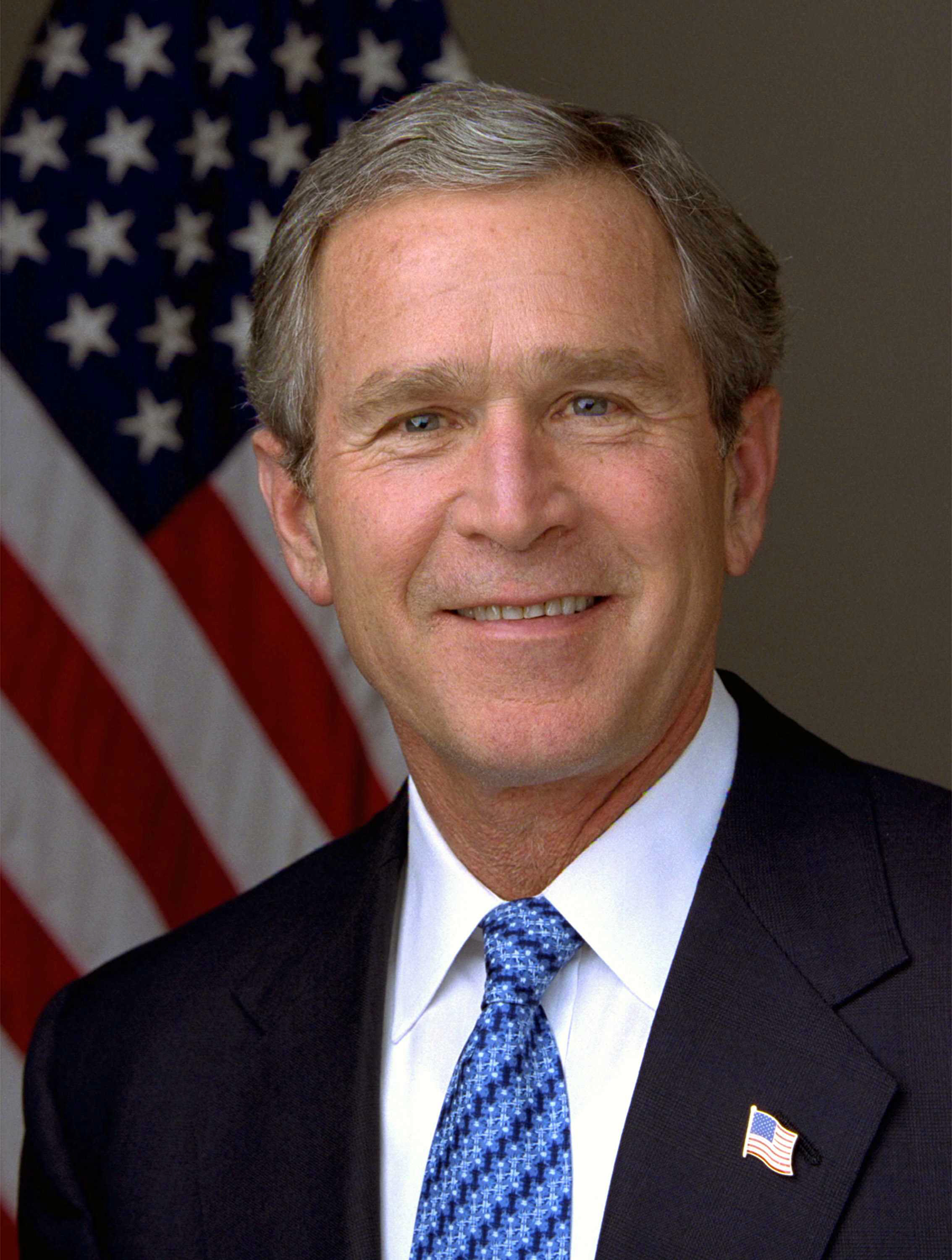
George W. Bush

Hầu hết các Tổng thống Hoa Kỳ đều có tổ tiên là người Anh. Tổ tiên của các tổng thống Hoa Kỳ sau này thường có thể tìm thấy nguồn gốc từ nhiều quốc gia ở châu Âu, bao gồm cả Anh.

### Giải trí

#### Âm nhạc

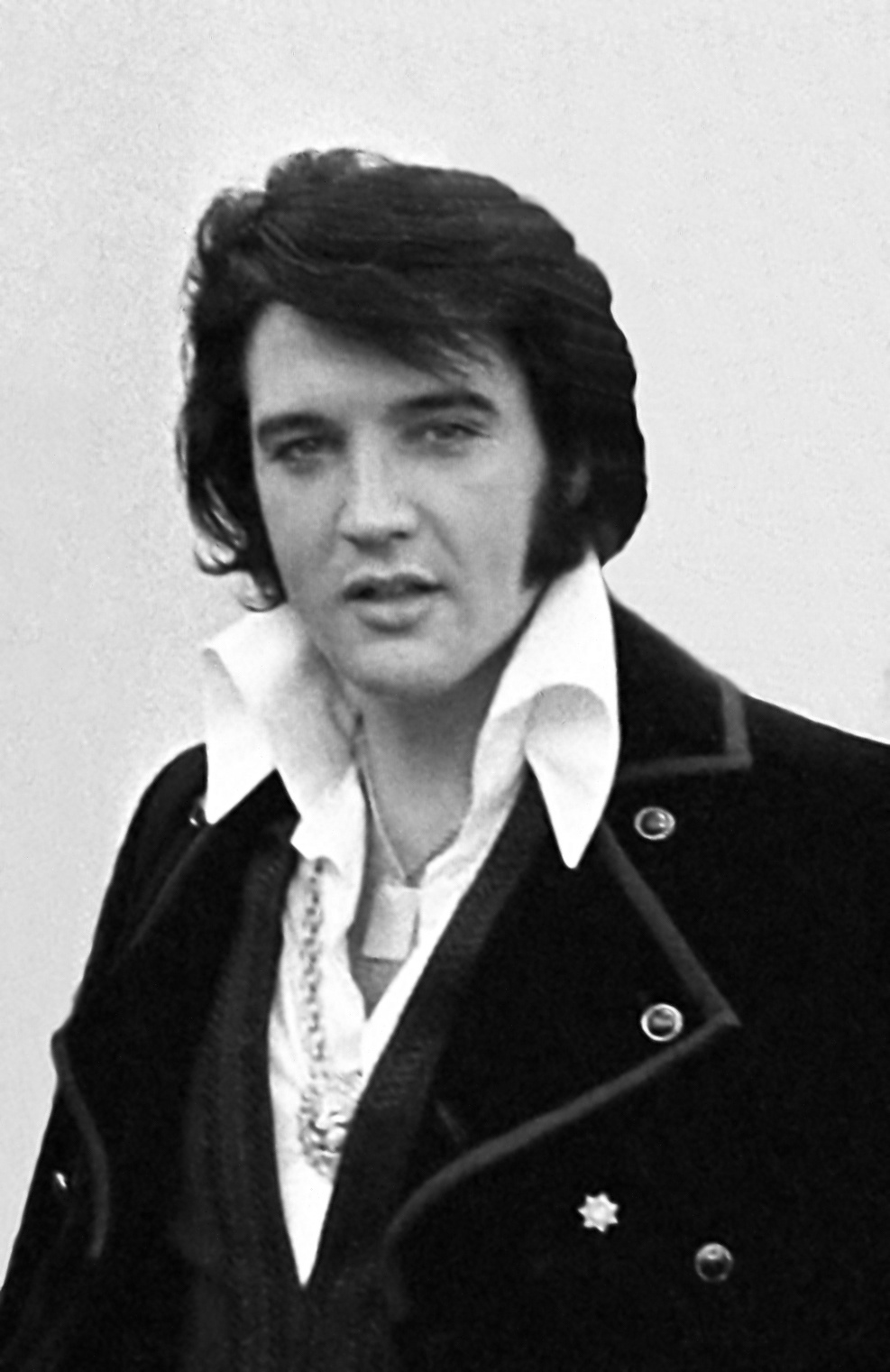
Elvis Presley
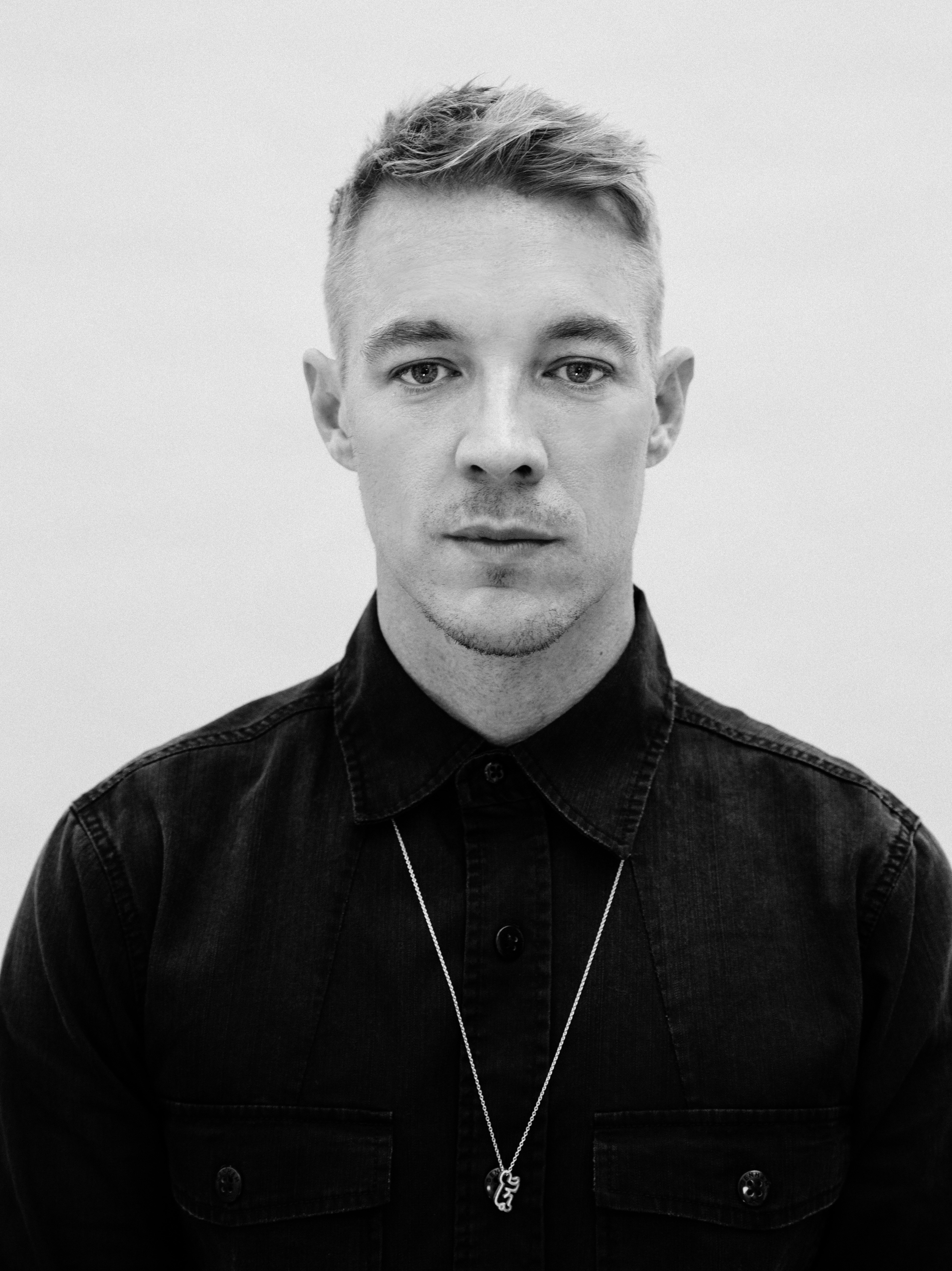
Diplo
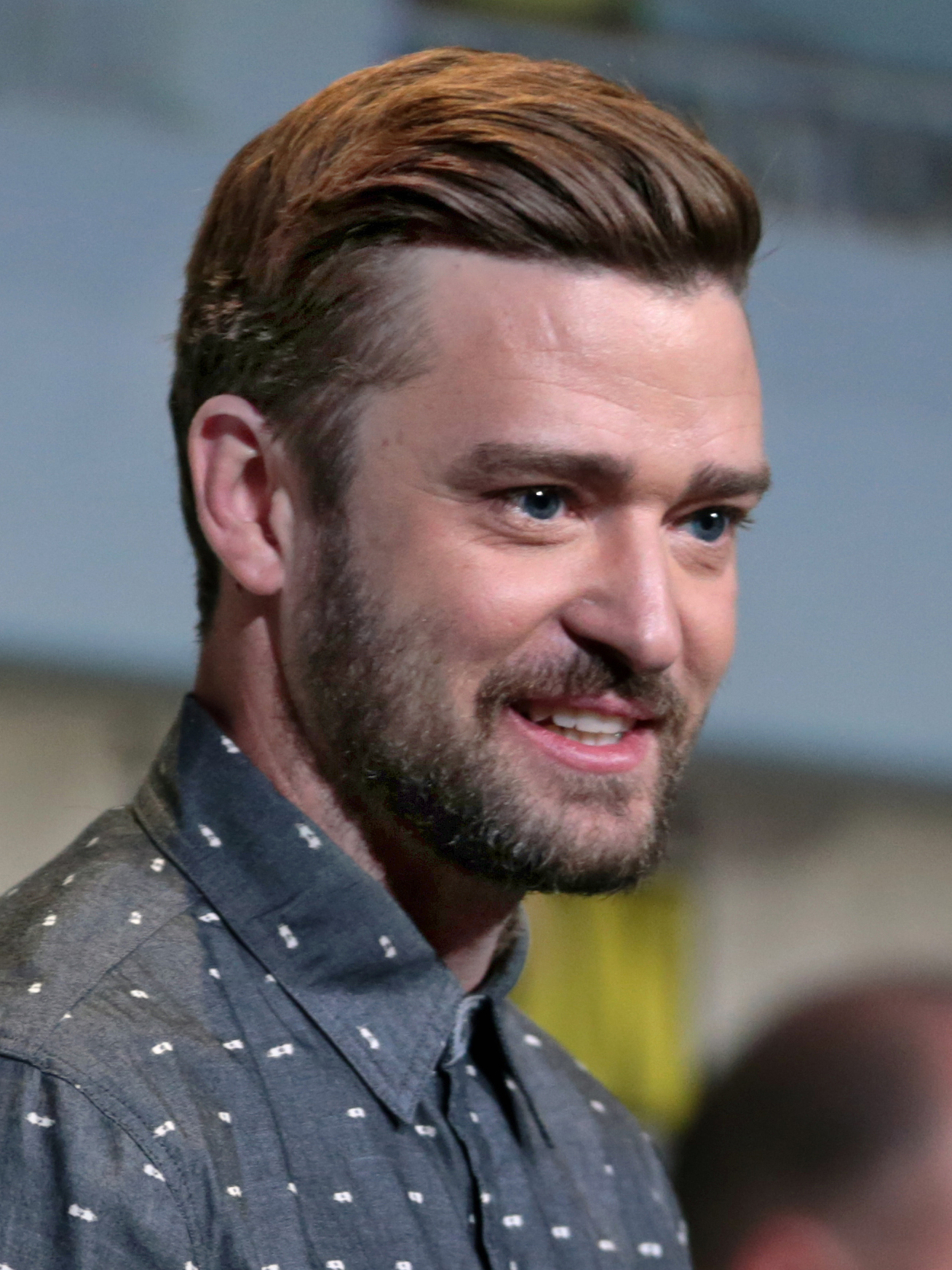
Justin Timberlake
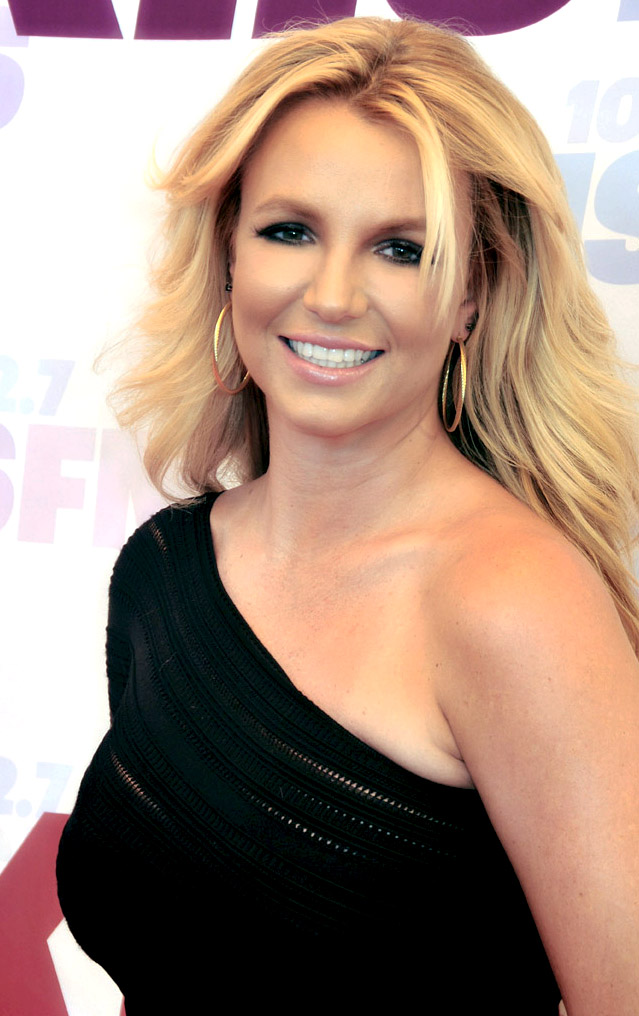
Britney Spears
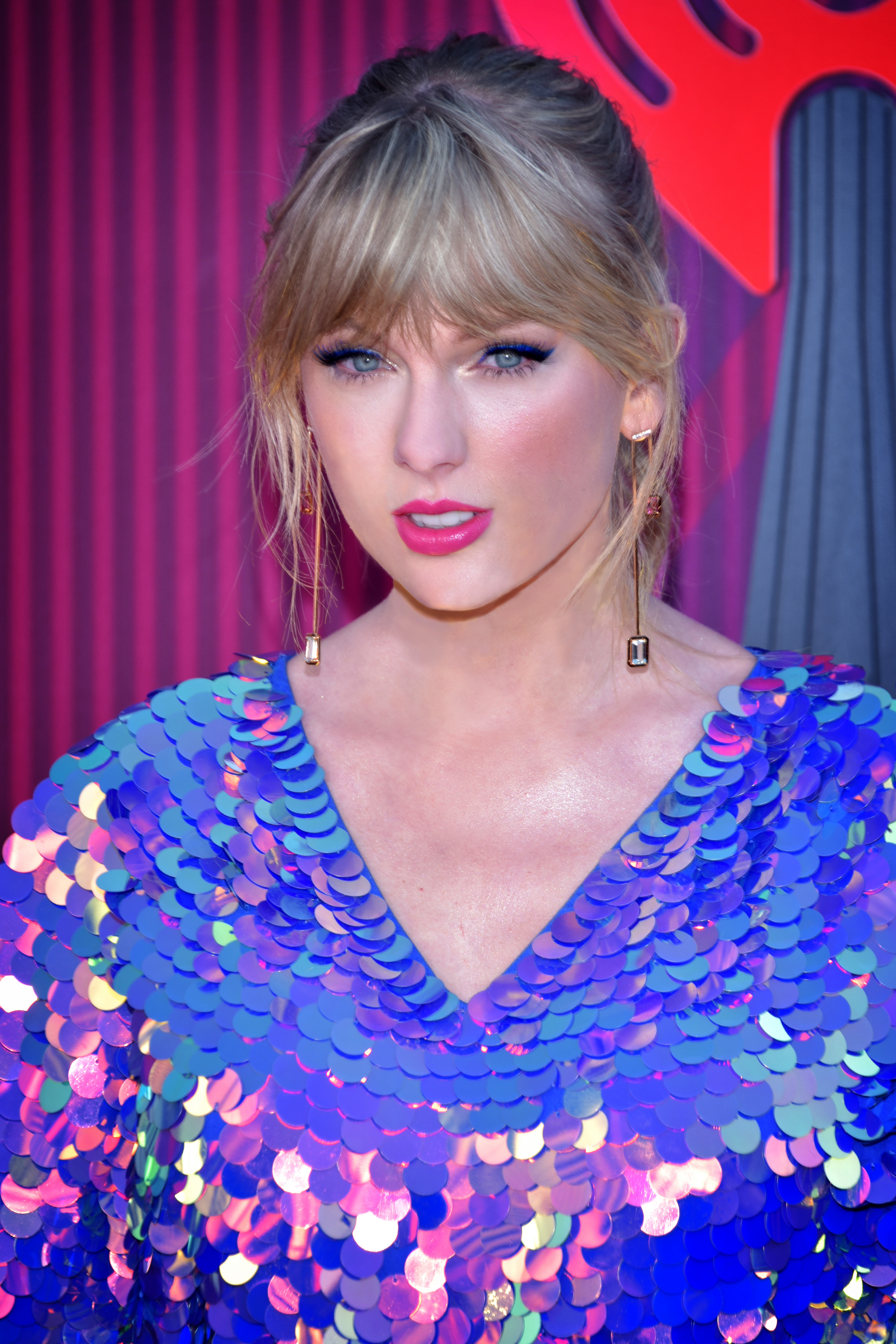
Taylor Swift
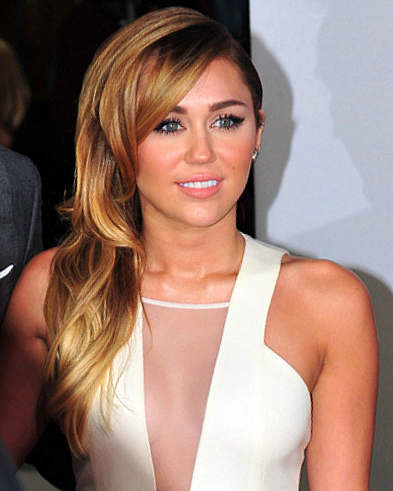
Miley Cyrus

#### Diễn viên

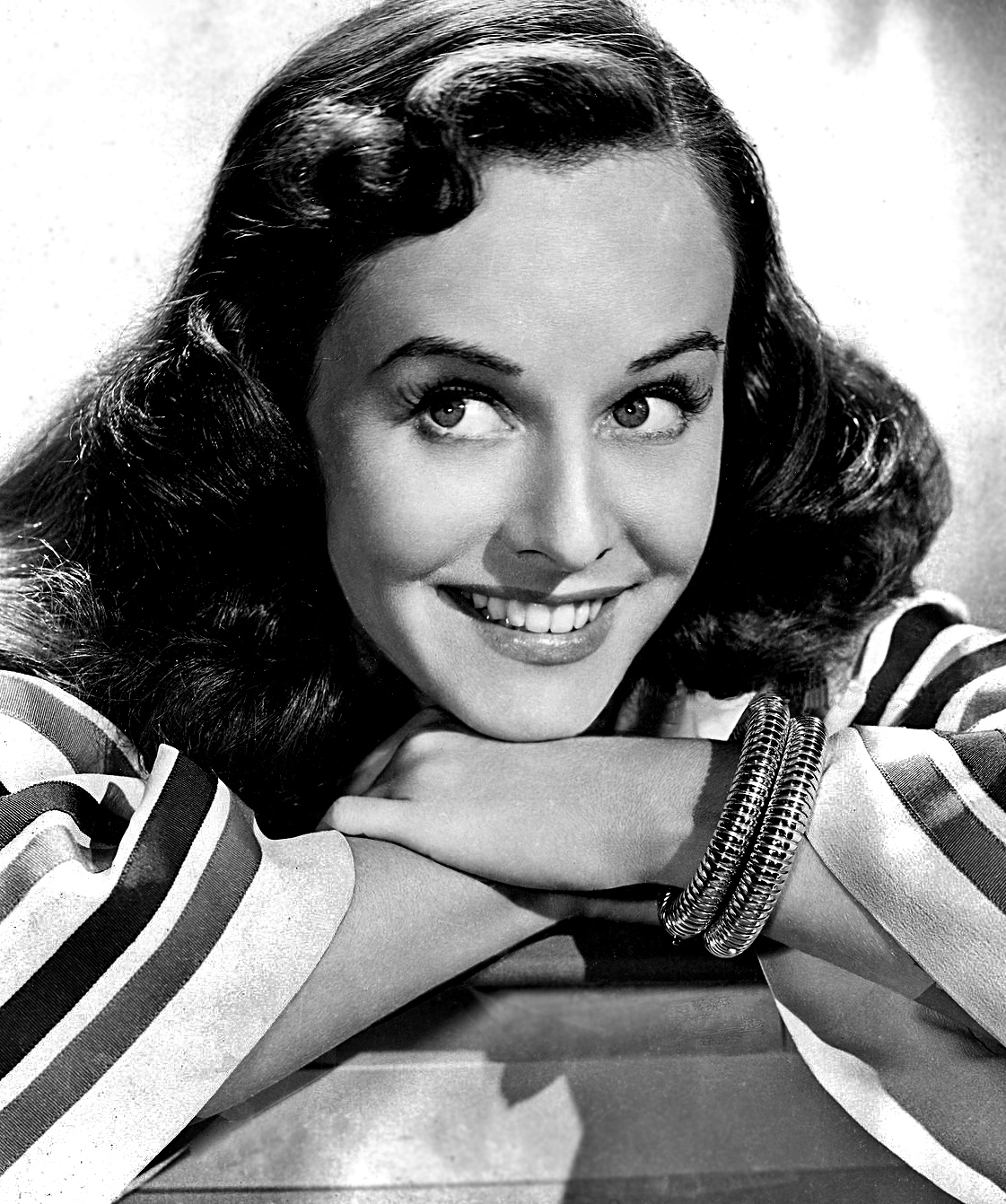
Paulette Goddard
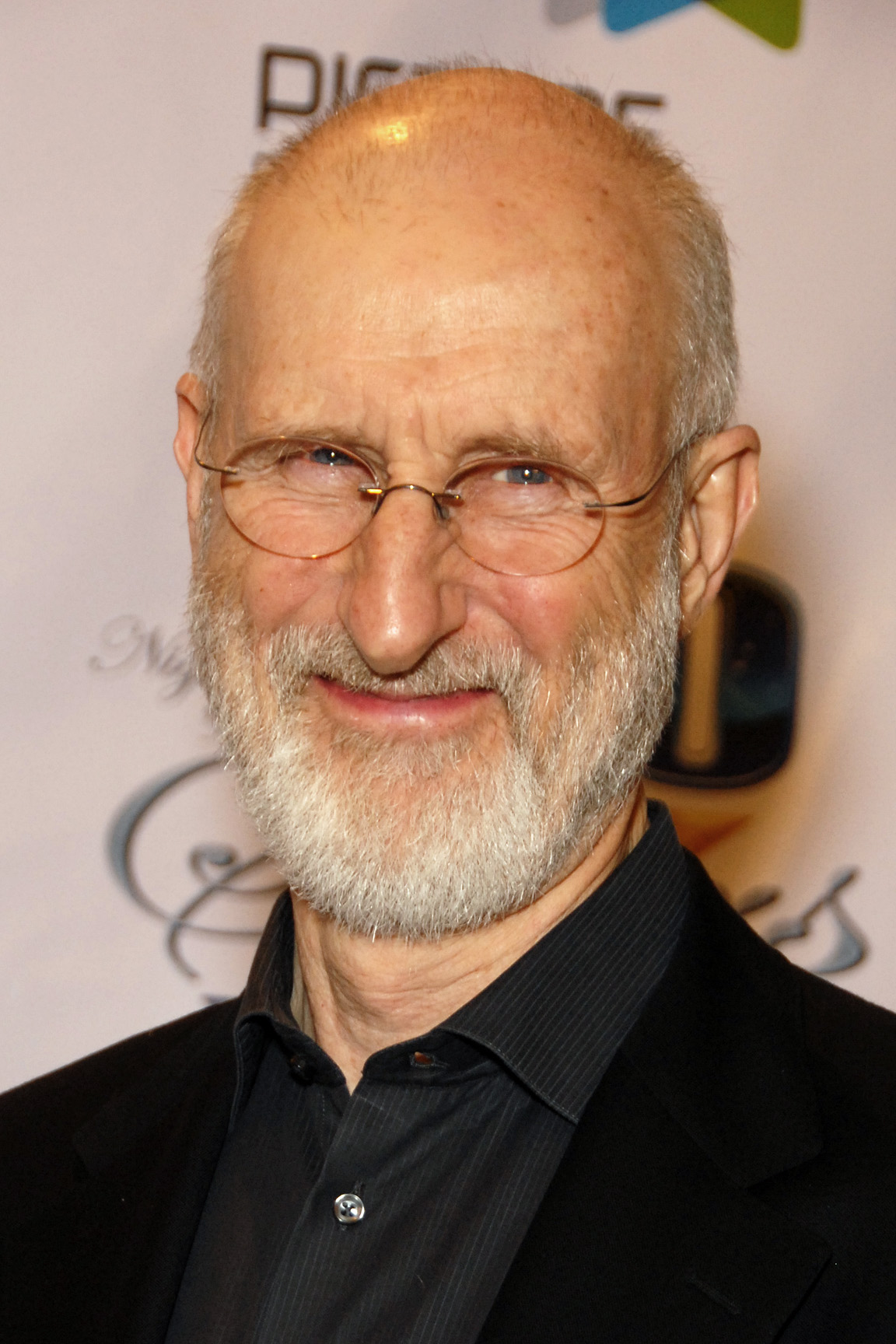
James Cromwell
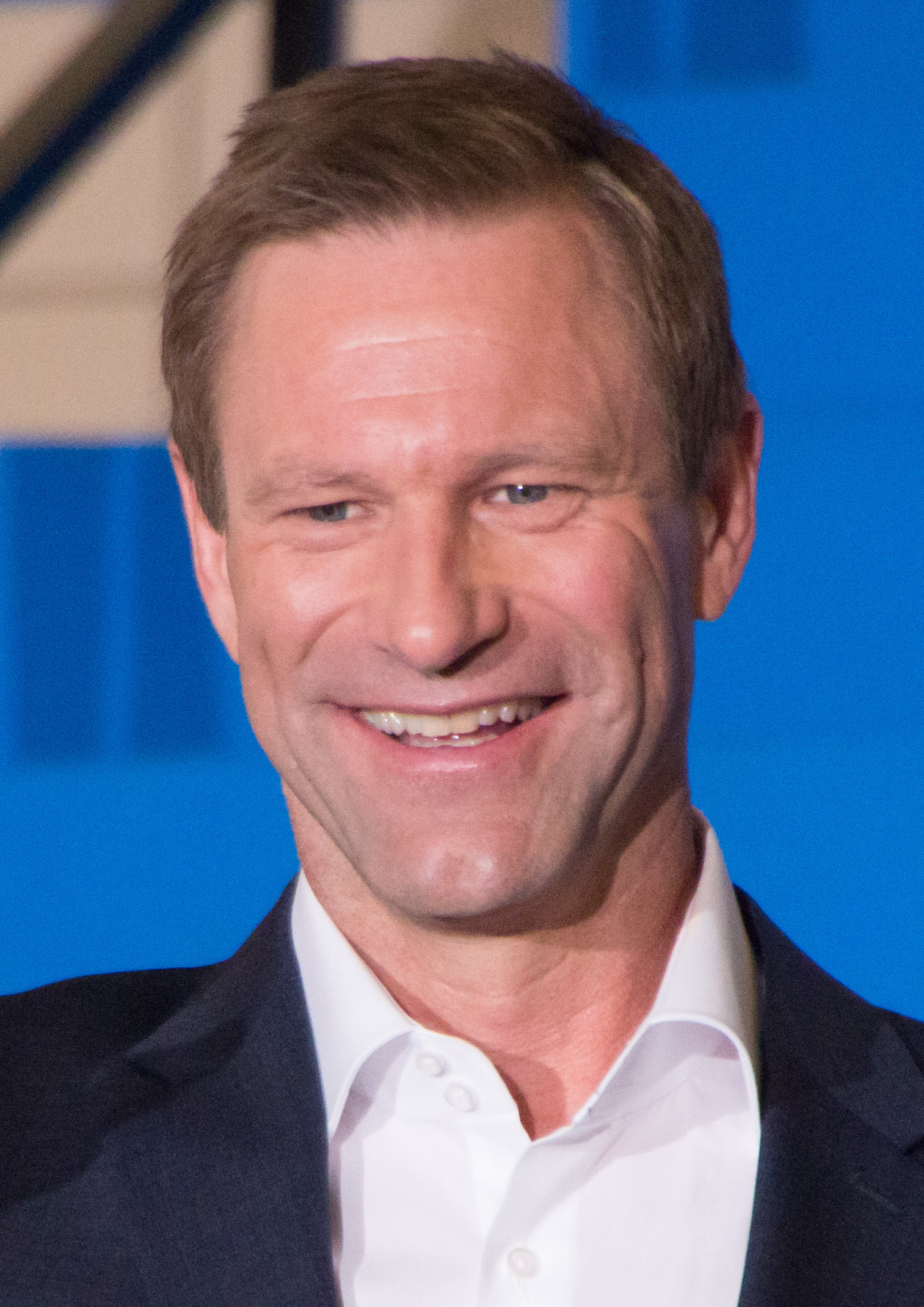
Aaron Eckhart
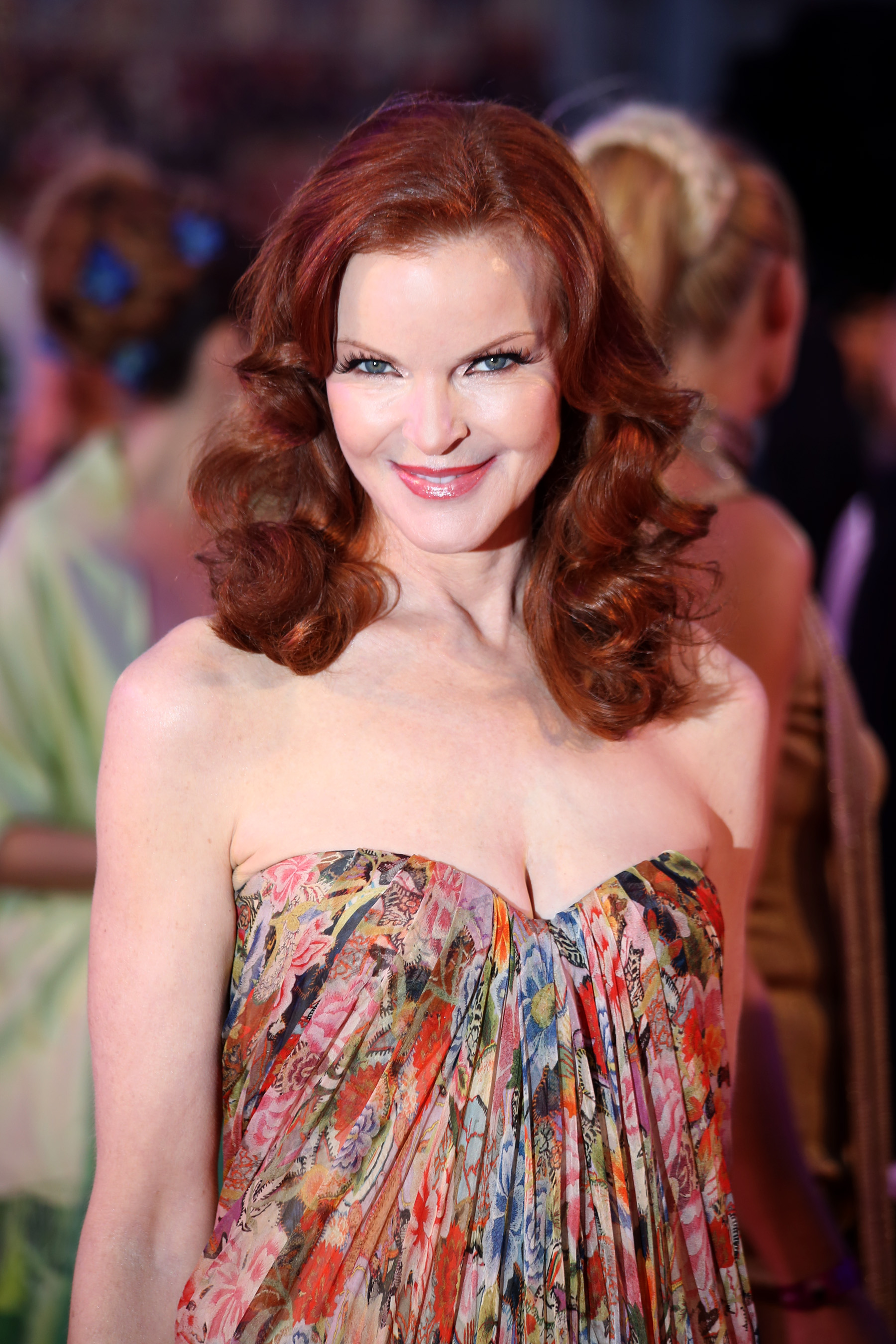
Marcia Cross
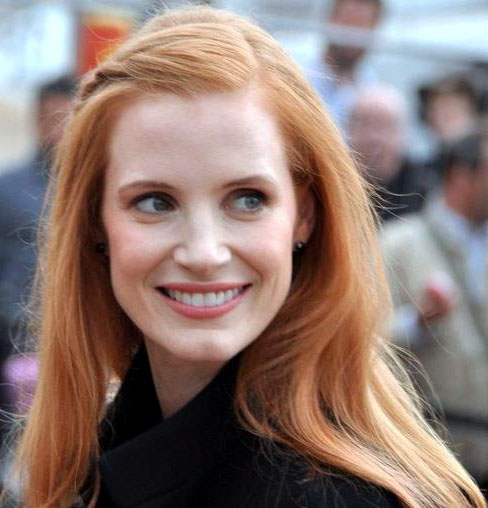
Jessica Chastain
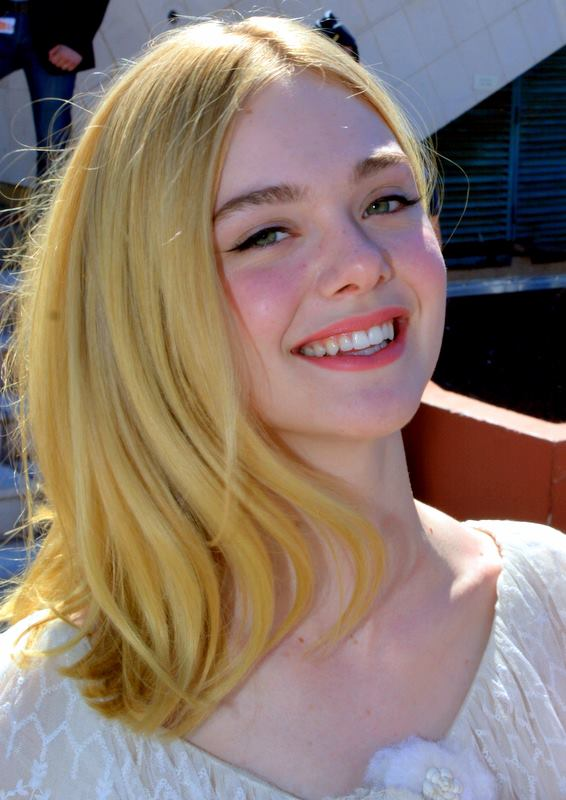
Elle Fanning
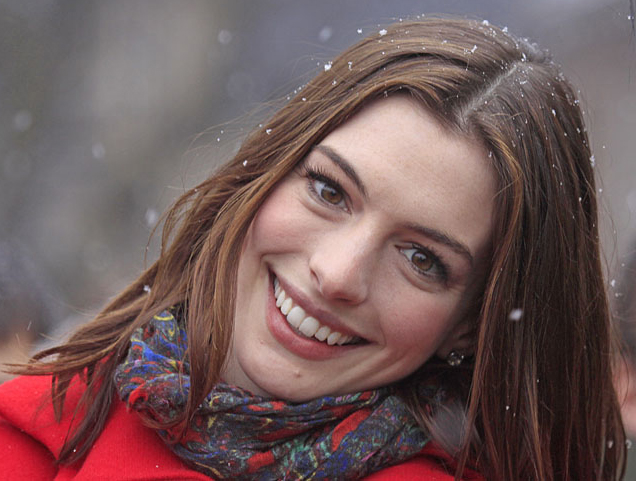
Anne Hathaway

### Khác

#### Nhà phát minh

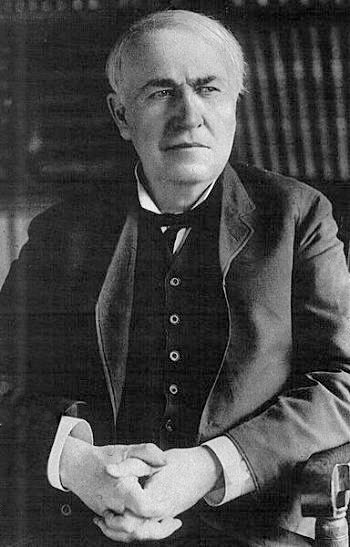
Thomas Edison, phát minh
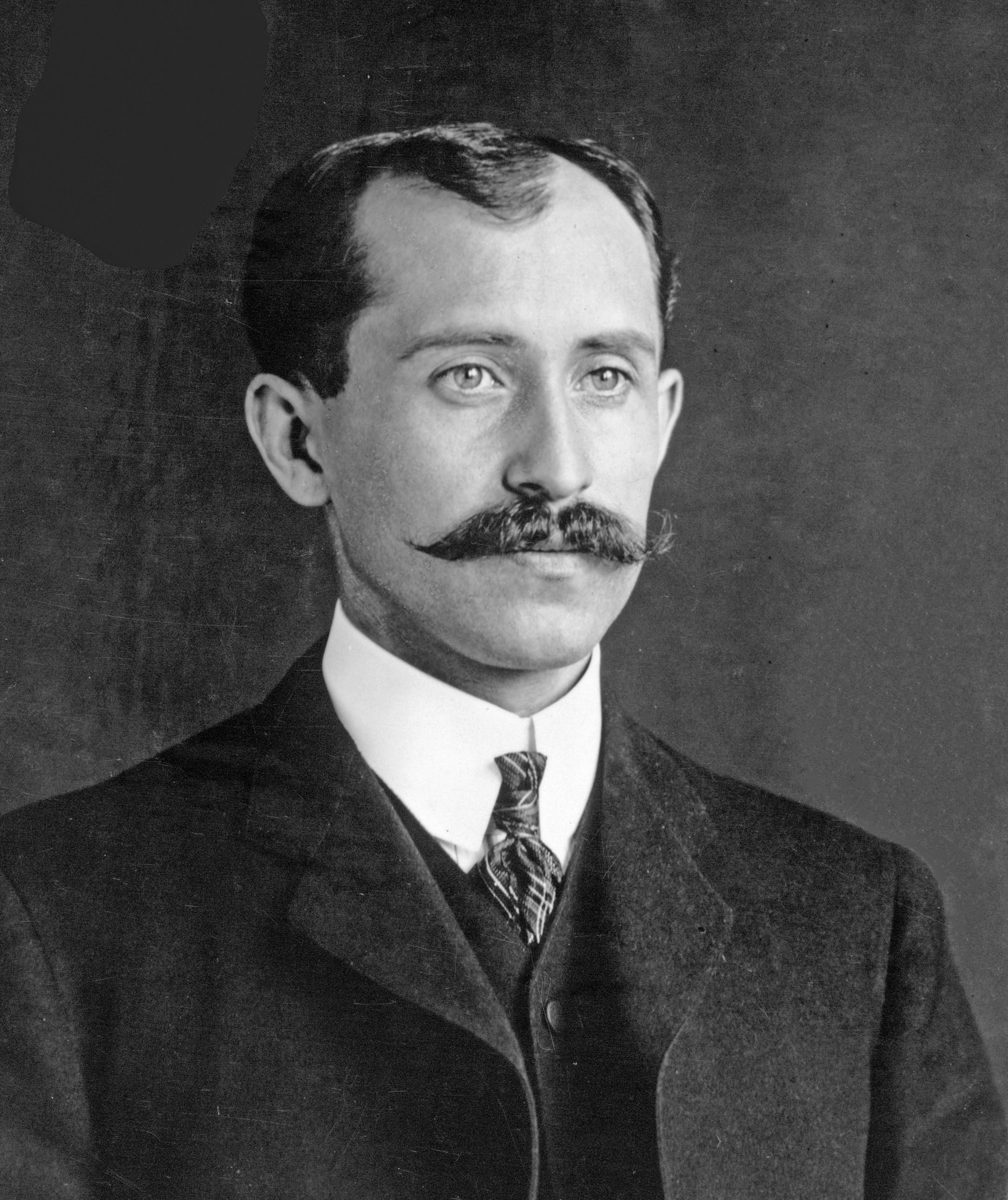
Orville Wright, phát minh
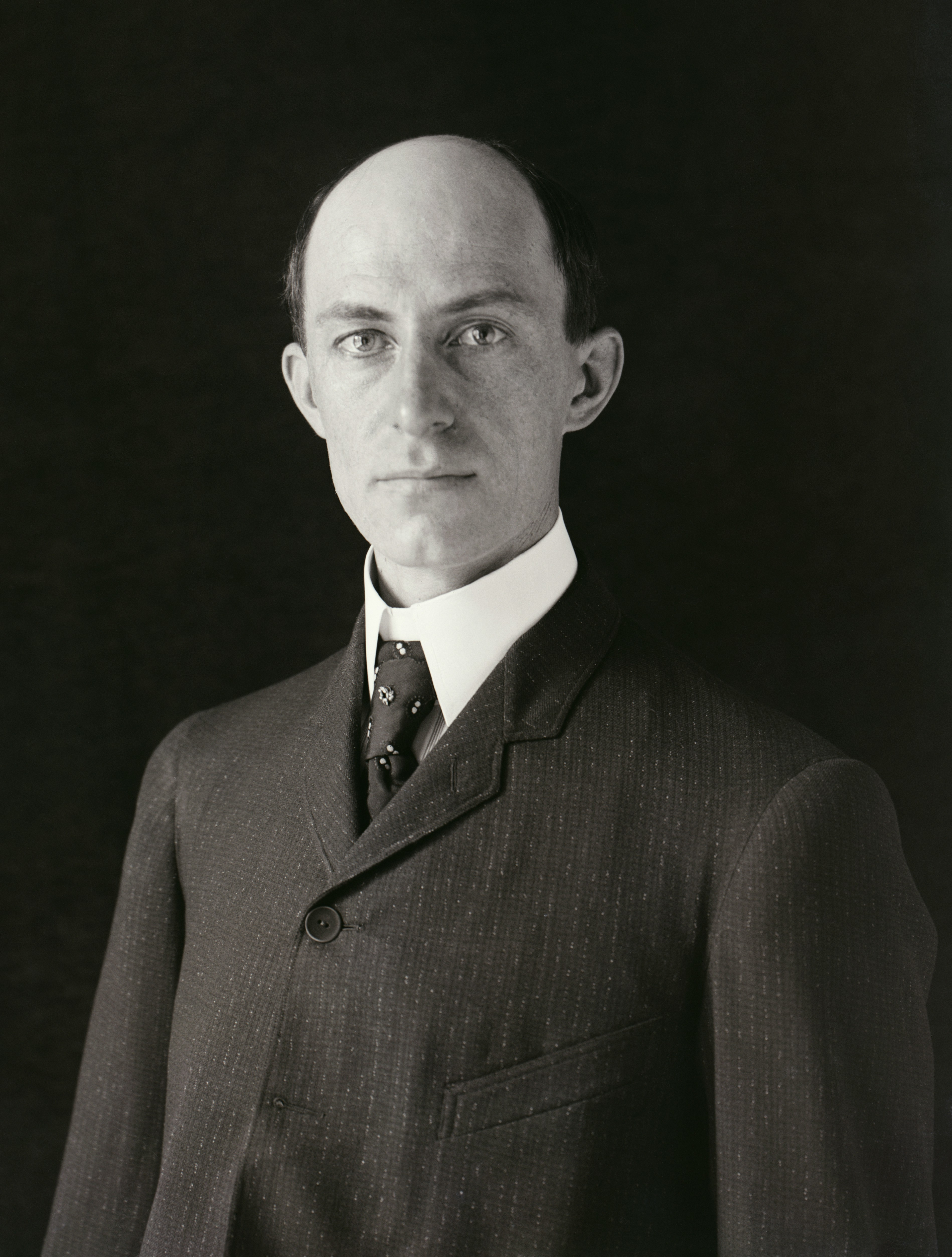
Wilbur Wright, phát minh

#### Doanh nhân, người mẫu

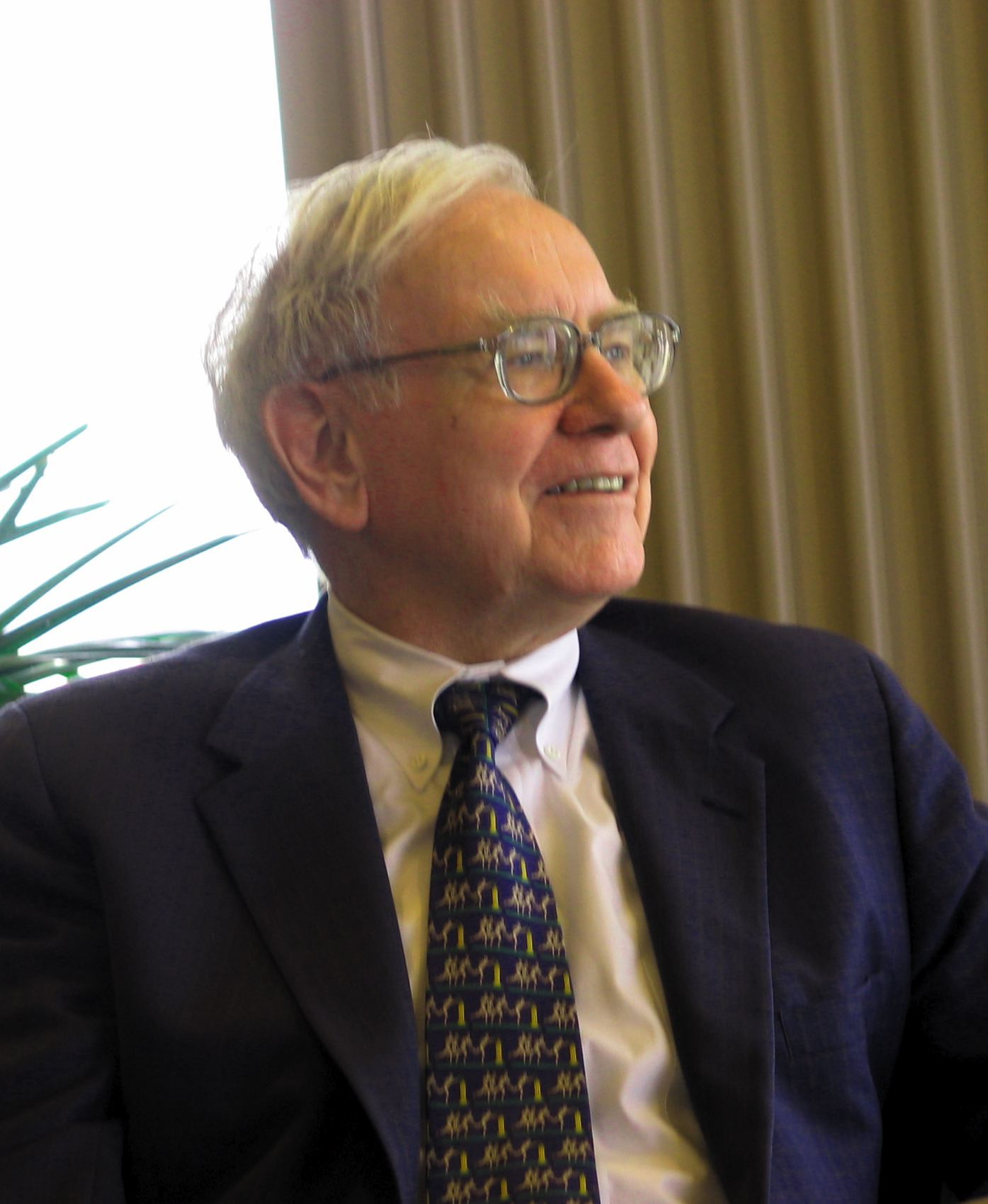
Warren Buffett, doanh nhân
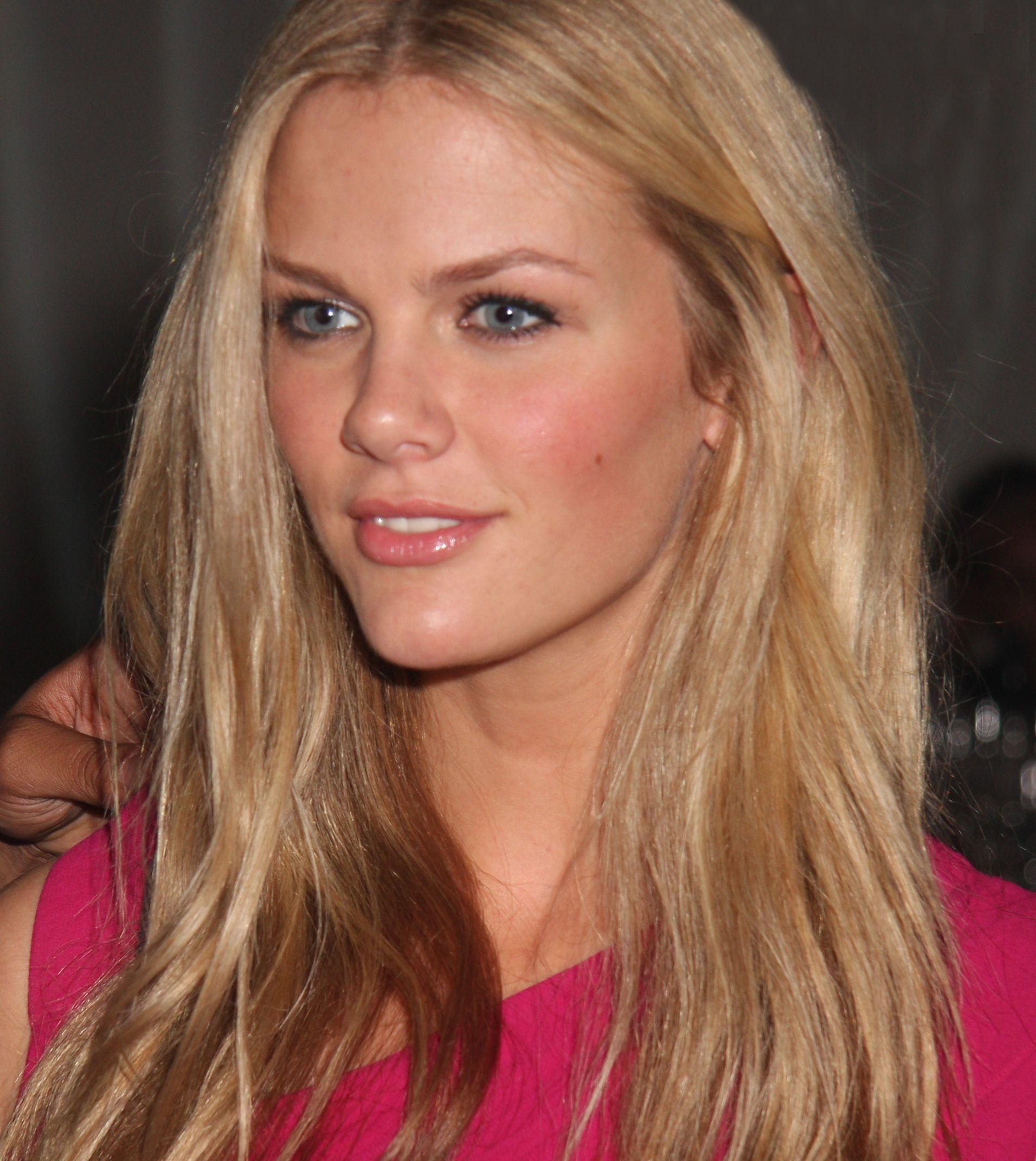
Brooklyn Decker, người mẫu